# Уэст-Перрин (Флорида)
Уэст-Перрин (англ. West Perrine) — статистически обособленная местность, расположенная в округе Майами-Дейд (штат Флорида, США) с населением в 8600 человек по статистическим данным переписи 2000 года.

## География
По данным Бюро переписи населения США статистически обособленная местность Уэст-Перрин имеет общую площадь в 4,4 квадратных километров, водных ресурсов в черте населённого пункта не имеется.
Статистически обособленная местность Уэст-Перрин расположена на высоте 3 м над уровнем моря.

## Демография
По данным переписи населения 2000 года в Уэст-Перрин проживало 8600 человек, 2021 семья, насчитывалось 2642 домашних хозяйств и 2814 жилых домов. Средняя плотность населения составляла около 1954,55 человек на один квадратный километр. Расовый состав населённого пункта распределился следующим образом: 18,92 % белых, 73,41 % — чёрных или афроамериканцев, 0,28 % — коренных американцев, 1,20 % — азиатов, 0,07 % — выходцев с тихоокеанских островов, 2,97 % — представителей смешанных рас, 3,16 % — других народностей. Испаноговорящие составили 16,29 % от всех жителей статистически обособленной местности.
Из 2642 домашних хозяйств в 39,6 % воспитывали детей в возрасте до 18 лет, 36,6 % представляли собой совместно проживающие супружеские пары, в 31,9 % семей женщины проживали без мужей, 23,5 % не имели семей. 19,4 % от общего числа семей на момент переписи жили самостоятельно, при этом 8,7 % составили одинокие пожилые люди в возрасте 65 лет и старше. Средний размер домашнего хозяйства составил 3,25 человек, а средний размер семьи — 3,71 человек.
Население статистически обособленной местности по возрастному диапазону по данным переписи 2000 года распределилось следующим образом: 33,9 % — жители младше 18 лет, 9,6 % — между 18 и 24 годами, 27,4 % — от 25 до 44 лет, 18,9 % — от 45 до 64 лет и 10,2 % — в возрасте 65 лет и старше. Средний возраст жителей составил 30 лет. На каждые 100 женщин в Уэст-Перрин приходилось 87,9 мужчин, при этом на каждые сто женщин 18 лет и старше приходилось 81,8 мужчин также старше 18 лет.
Средний доход на одно домашнее хозяйство статистически обособленной местности составил 28 420 долларов США, а средний доход на одну семью — 29 987 долларов. При этом мужчины имели средний доход в 27 383 доллара США в год против 22 944 доллара среднегодового дохода у женщин. Доход на душу населения статистически обособленной местности составил 28 420 долларов в год. 30,8 % от всего числа семей в населённом пункте и 34,4 % от всей численности населения находилось на момент переписи населения за чертой бедности, при этом 52,1 % из них были моложе 18 лет и 25,0 % — в возрасте 65 лет и старше.